# طارق لوكاس أوليفيرا
طارق لوكاس أوليفيرا نوفايس (مواليد 22 أكتوبر 2002، لاعب كرة قدم برازيلي يجيد اللعب كمهاجم.

## روابط خارجية
طارق لوكاس أوليفيرا على موقع قاعدة بيانات كرة القدم.إي يو (الإنجليزية)